# Бекельдеуль
Бекельдеуль — гора в Зейском районе Амурской области, высшая точка горного хребта Соктахан, расположенная в его западной части. Входит в состав государственного природного заказника Бекельдеуль.

## Описание
Гора Бекельдеуль является высшей точкой хребта Соктахан. Её высота 1469 метров над уровнем моря. Округлая вершина покрыта каменистыми россыпями (гольцами), которые зарастают стлаником. По склонам лиственничная тайга. Северный и северо-западный склоны — более пологие. С горы открывается живописный вид на Зейское водохранилище. Вершина легкодоступна в хорошую погоду. Название этой горы возникло из легенды о красивой эвенкийской девушке по имени Бекельдеуль.

## Охранный статус
С 1979 года гора объявлена памятником природы решением Амурского облисполкома от 01.06.79 № 271. С 1996 входит в состав государственного природного заказника Бекельдеуль, созданного Постановлением главы администрации Амурской области "О государственном охотничьем заказнике областного значения «Бекельдеуль» № 495 от 10 октября 1996 г.